# Dynamine zetes
Dynamine zetes is een vlinder uit de familie Nymphalidae. De wetenschappelijke naam van de soort is voor het eerst geldig gepubliceerd in 1832 door Édouard Ménétries.